# Грабовский, Ян Ежи
Ян Ежи Грабовский (ум. 1789) — военный и государственный деятель Речи Посполитой, генерал-лейтенант польских войск, генеральный инспектор литовской кавалерии. Кальвинист.

## Биография
Представитель польского шляхетского рода Грабовских герба «Окша». Происходил из средней дворянской семьи, издавно связанной с протестантской церковью. Отец староста виштынецкий Стефан Грабовский (1680-1756), мать Теодора Стриженская (род.1690). Имел трех братьев: генерал-лейтенанта Михаила Григория (1719—1799), генерал-майора литовской армии Павла (ум. 1791) и генерал-лейтенанта литовской армии Томаша Марьяна (1720-1771).
В 1756 - польский генерал.
В 1767 году Ян Ежи Грабовский был избран маршалком Слуцкой православной конфедерации, созданной под патронажем Российской империи.
С ранней юности Ян Ежи Грабовский служил в литовской армии, дослужился до полковника пехотного полка и коменданта Литовсой лейб-гвардии.
В 1782 году получил патент генерал-лейтенанта и стал командиром 1-й литовской дивизии. 
В 1784 году был единственным депутатом-диссидентом в Речи Посполитой, но не играл никакой роли. Вопреки надеждам диссидентов, польский король отказался сделать его сенатором, вероятно, чтобы не раздражать римско-католическое духовенство.

## Награды
- Орден Святого Александра Невского (31.07.1767).

## Семья
Был дважды женат. В 1754 году женился на Иоанне Грущинской (ок. 1730 — 1764), от брака с которой имел девять детей:
- Теодор
- Теодора Катаржина (род. 1755)
- Ежи Франтишек (1756—1799), генеральный инспектор литовских войск
- Михаил Богдан (род. 1757)
- Стефан Казимир (1758—1794), секретарь королевского двора
- Павел Ежи (1759—1794), генерал польских войск
- Анна Каролина (род. 1761)
- Констанция (1762—1842), жена королевского камергера Винцента Дориа-Дерналовича
- Людвик Зигмунд (род. 1763)

В 1769 году вторично женился на Эльжбете Шидловской (1748/1749 — 1810), дочери воеводы плоцкого Теодора Шидловского и Терезы Витковской. Дети:
- Станислав Грабовский (1780—1845), граф, министр образования Царства Польского
- Михал Грабовский (1773—1812), бригадный генерал армии Герцогства Варшавского
- Изабелла Грабовская (1776—1858), жена Валента Фаустина Соболевского
- Александра Грабовская (1771—1789), жена Франтишека Салезия Красицкого
- Казимир Грабовский (1774—1833), польский переводчик, маршалок волковысский
- Констанция Грабовская